# Aparatura rozdzielcza

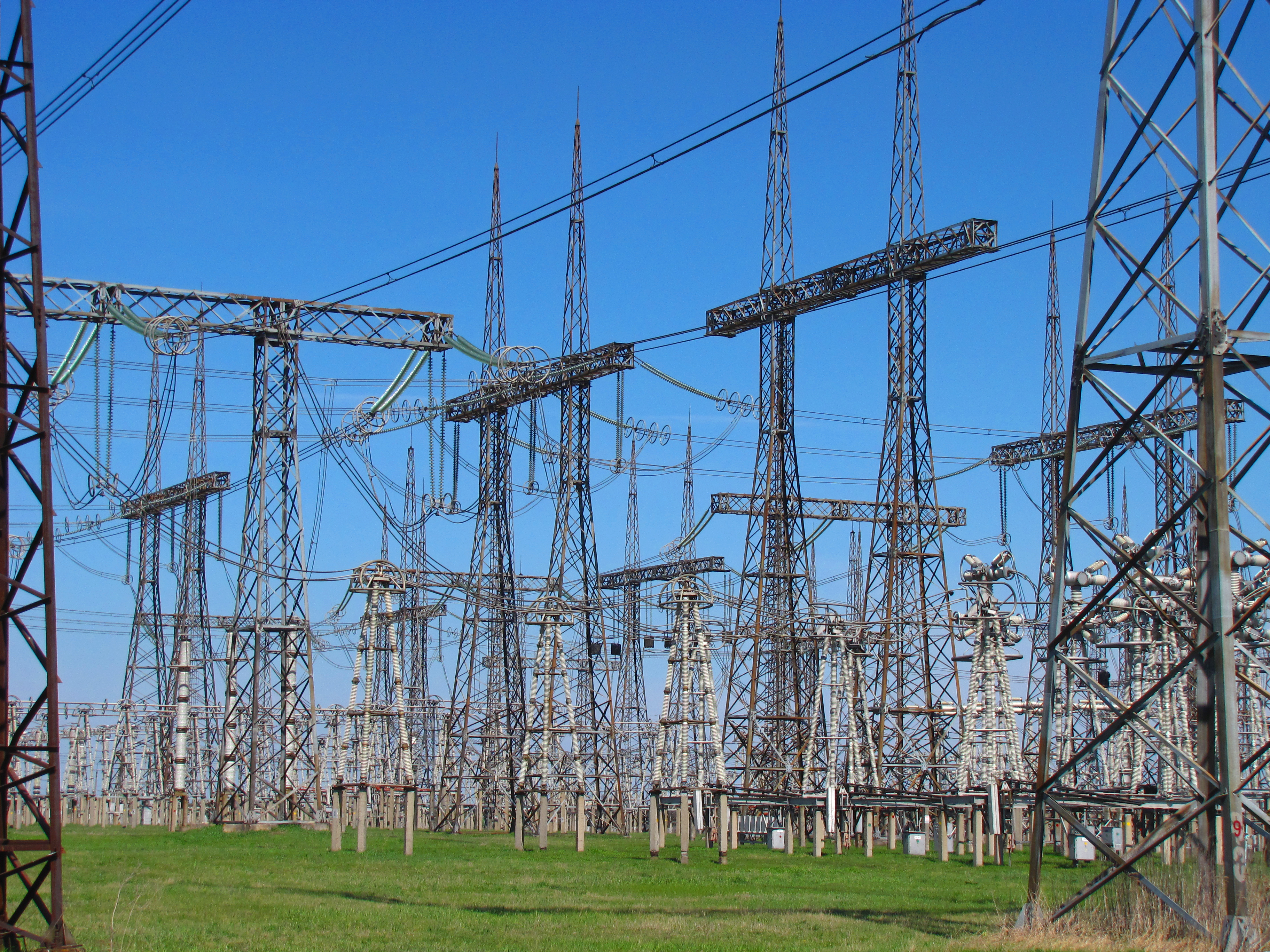
Aparatura rozdzielcza napowietrzna 750 kV

Aparatura rozdzielcza (ang. switchgear) – różnego rodzaju aparaty elektryczne oraz ich zestawy wraz z połączeniami, elementami pomocniczymi oraz izolacyjnymi i obudową przeznaczone do rozdziału energii elektrycznej.
Ze względu na miejsce instalacji można wyróżnić:
- Aparatura rozdzielcza wnętrzowa – przeznaczona do pracy w pomieszczeniach chronionych przed bezpośrednim działaniem czynników atmosferycznych występujących w środowisku zewnętrznym.
- Aparatura rozdzielcza napowietrzna – przeznaczona do pracy pod gołym niebem w określonych warunkach środowiskowych.